# Khu kinh tế Phú Quốc
Khu kinh tế Phú Quốc là một khu kinh tế ven biển của Việt Nam. Đây là một trong 3 khu kinh tế được chính phủ Việt Nam ưu tiên đầu tư từ nay đến năm 2020 (2 khu kinh tế còn lại là Khu kinh tế Vân Phong và Khu kinh tế Vân Đồn). Khu kinh tế này bao trùm toàn bộ đặc khu Phú Quốc.

## Lịch sử
Ngày 05 tháng 10 năm 2004, Thủ tướng Chính phủ Việt Nam ra quyết định số 178/2004/QĐ-TTg, theo đó Phú Quốc sẽ được xây dựng để trở thành một trung tâm du lịch và giao thương lớn của cả nước, khu vực và thế giới.
Ngày 14 tháng 02 năm 2006, Quyết định số 38/2006/QĐ-TTg ban hành Quy chế hoạt động của Đảo Phú Quốc và cụm đảo Nam An Thới, tỉnh Kiên Giang. Theo quy chế, đảo Phú Quốc và cụm đảo Nam An Thới được hưởng một số cơ chế, chính sách đặc thù. Ngày 03 tháng 3 năm 2010, Thủ tướng Chính phủ Việt Nam ra quyết định số 20/2010/QĐ-TTg để trao cho Phú Quốc thêm nhiều ưu đãi.
Ngày 03 tháng 02 năm 2009, Quyết định số 18/2009/QĐ-TTg Phê duyệt Quy hoạch tổng thể phát triển kinh tế - xã hội vùng biển và ven biển Việt Nam thuộc vịnh Thái Lan thời kỳ đến năm 2020, Phú Quốc được quy hoạch làm một trung tâm kinh tế biển tổng hợp mạnh của cả nước và sẽ là một đơn vị hành chính trực thuộc trung ương.
Tháng 12/2012, Thủ tướng quyết định sẽ chỉ ưu tiên đầu tư phát triển bằng vốn ngân sách nhà nước đối với 6 khu kinh tế từ nay đến năm 2020. Phú Quốc là một trong 6 khu đó.
Ngày 22 tháng 5 năm 2013, Thủ tướng Chính phủ Việt Nam ra quyết định số 31/2013/QĐ-TTg về việc thành lập Khu kinh tế Phú Quốc, tỉnh Kiên Giang. Khu kinh tế Phú Quốc chính thức được thành lập khi quyết định này có hiệu lực từ ngày 10 tháng 7 năm 2013.

## Hoạt động
Trong khu kinh tế này có khu phi thuế quan và các khu chức năng khác thuộc phần còn lại như khu du lịch, dịch vụ, khu cảng và dịch vụ hậu cần cảng, khu công nghiệp, khu đô thị, khu dân cư, khu hành chính và các khu chức năng khác. Khu phi thuế quan được xác định trong quy hoạch chi tiết gắn với cảng An Thới và sân bay Phú Quốc. Hoạt động của khu phi thuế quan bao gồm các loại hình sản xuất, kinh doanh chủ yếu như:
- Sản xuất, gia công, tái chế, lắp ráp hàng xuất khẩu, hàng nhập khẩu và hàng phục vụ tại chỗ;
- Thương mại hàng hóa (bao gồm cả xuất khẩu, nhập khẩu, chuyển khẩu, tạm nhập - tái xuất, phân phối, cửa hàng và siêu thị bán lẻ, cửa hàng và siêu thị miễn thuế);
- Thương mại dịch vụ (phân loại, đóng gói, vận chuyển giao nhận hàng hóa quá cảnh, bảo quản, kho tàng, kho ngoại quan, tài chính, ngân hàng, vận tải, bảo hiểm, vui chơi, giải trí, nhà hàng ăn uống);
- Xúc tiến thương mại (hội chợ triển lãm, các cửa hàng giới thiệu sản phẩm, các chi nhánh và văn phòng đại diện của các công ty trong nước và nước ngoài và các tổ chức tài chính - ngân hàng) và các hoạt động thương mại khác.

Tất cả các dự án đầu tư vào khu kinh tế này được hưởng các ưu đãi đối với địa bàn có điều kiện kinh tế - xã hội đặc biệt khó khăn. Các dự án đầu tư kinh doanh du lịch tại đây là dự án đầu tư vào khu du lịch quốc gia thuộc ngành nghề, lĩnh vực khuyến khích đầu tư.
Nhà nước Việt Nam dành vốn đầu tư thích đáng từ ngân sách và tín dụng ưu đãi, hỗ trợ cho việc thuê tư vấn nước ngoài lập quy hoạch chi tiết các khu chức năng và phát triển hệ thống kết cấu hạ tầng kỹ thuật - xã hội và các công trình dịch vụ và tiện ích công cộng quan trọng, cần thiết để đảm bảo cho sự hoạt động và phát triển của khu kinh tế Phú Quốc - Nam An Thới. Nhà nước còn hỗ trợ đầu tư phát triển hệ thống kết cấu hạ tầng. Chính phủ sẽ tập trung xây dựng trục đường chính xuyên đảo từ An Thới - Dương Đông - Bãi Thơm; đường vòng quanh đảo và các tuyến nhánh đến các điểm du lịch, các khu dân cư. Xây dựng các cảng du lịch tại vịnh Đất Đỏ, cảng Dương Đông, Bãi Vòng; các cảng hàng hóa An Thới, Vịnh Đầm và một số cảng hành khách khác quy mô phù hợp phục vụ việc đưa, đón khách du lịch. Triển khai xây dựng sân bay quốc tế Dương Tơ (quy mô khoảng 2 triệu hành khách/năm) để đưa vào hoạt động sau năm 2010. Xây dựng Nhà máy phát điện diezen, phát triển điện gió, điện mặt trời, xây dựng tuyến cáp ngầm đưa điện ra Đảo và hệ thống lưới điện thống nhất trên toàn Đảo... Xây dựng đồng bộ các cơ sở hạ tầng kỹ thuật khác như cấp thoát nước, bưu chính viễn thông... đáp ứng yêu cầu phát triển nhanh và bảo đảm an ninh, quốc phòng trên Đảo.
Theo quy hoạch tổng thể tới năm 2030 sửa đổi, Phú Quốc sẽ có 3 khu đô thị lớn, 15 khu du lịch sinh thái, 2 khu du lịch phức hợp và 5 sân gold. Phú Quốc dự kiến sẽ trở thành đặc khu kinh tế (SEZ) vào năm 2020. Nhà nước Việt Nam hy vọng đặc khu kinh tế Phú Quốc sẽ thu hút mạnh vốn đầu tư nước ngoài lẫn đầu tư trong nước, trở thành đòn bẩy kinh tế đối với vùng Đồng bằng sông Cửu Long. Tuy nhiên, Phú Quốc chỉ có lợi thế về khí hậu và cảnh quan thiên nhiên thích hợp cho du lịch, nghỉ dưỡng chứ không có lợi thế về nhân lực để trở thành một đặc khu kinh tế. Trên thực tế khi chưa trở thành đặc khu kinh tế, các thế mạnh này đã thu hút nhiều doanh nghiệp đầu tư vào ngành khách sạn, du lịch. Khi trở thành đặc khu kinh tế, Phú Quốc sẽ phải cạnh tranh với những nơi có nguồn nhân lực tốt hơn như Cần Thơ. Việc đưa nhân lực từ đất liền ra đảo Phú Quốc làm việc sẽ làm tăng chi phí cho doanh nghiệp. Đây cũng là một bất lợi cho việc Phú Quốc có thể thu hút vốn đầu tư. Hơn nữa giá đất Phú Quốc đã tăng cao do đầu cơ trước khi nơi này trở thành đặc khu kinh tế chính vì thế việc phát triển hạ tầng ở đây sẽ gặp nhiều khó khăn. Ngoài ra Phú Quốc là một hòn đảo nên khả năng kết nối giữa Phú Quốc và đồng bằng sông Cửu Long không cao do giao thông không thuận lợi. Đối với việc nhà nước có ý định hợp pháp hóa đánh bạc ở Phú Quốc, chuyên gia kinh tế Phạm Chi Lan nhận xét "Thung lũng Silicon và Las Vegas là hai nơi riêng biệt, không nhà đầu tư nào đến Las Vegas để đầu tư công nghệ cao và ngược lại". Việc ưu đãi casino ở ba đặc khu trong đó có Phú Quốc có thể làm triệt tiêu những mục đích khác. Bà cho rằng nên phát triển đặc khu trên nền tảng có sẵn như đối với công nghệ cao, nên có những ưu đãi đột phá giúp khu Hoà Lạc (Hà Nội) hay Quang Trung (TP. HCM) phát triển tiếp. Theo bà mang hơn 1,4 triệu tỷ đồng để đi đầu tư vào những thứ mà không nắm chắc được kết quả là một điều quá rủi ro..